# ام‌عماره

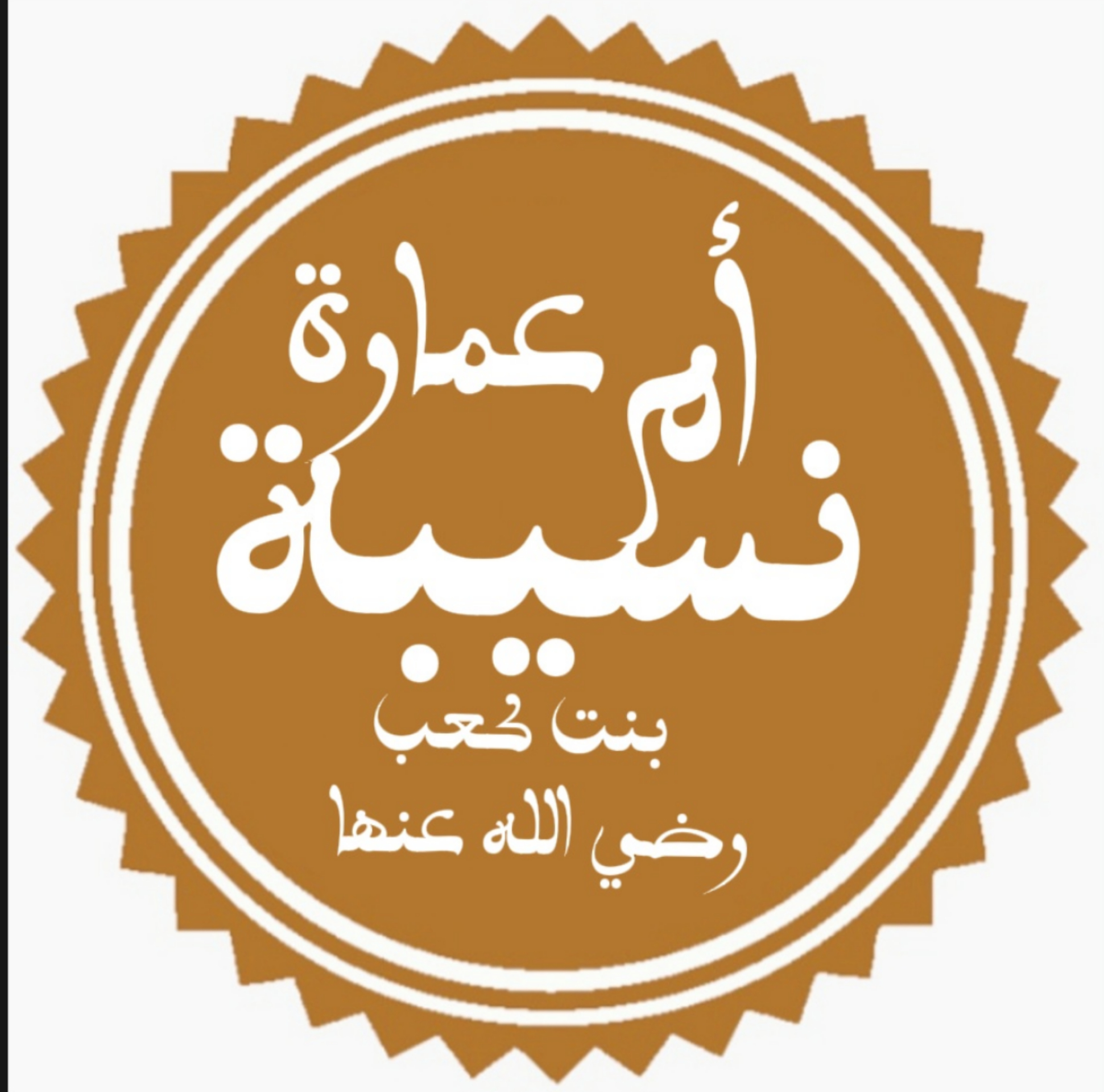
ام‌عماره نسیبة بنت کعب

ام‌عماره (نام کامل: نسیبة بنت کعب بن عمرو بن عوف بن مبذول بن عمرو بن غنم بن مازن بن نجار) از قبیلهٔ بنی مازن از صحابیات محمد پیامبر اسلام و از انصار و یکی زنان شمشیر زن صدر اسلام است. ام عماره همسر وهب اسلمی بود و برای او فرزند پسری به نام حبیب پسر وهب زایید. پس از مرگ وهب اسلمی، ام عماره به عقد عاصم مازنی درآمد. ام عماره برای عاصم پسری به دنیا آورد که عبدالله پسر عاصم نام گرفت. ام عماره در سال ۱۳ پس از هجرت معادل سال ۶۳۴ میلادی درگذشت. عمر بن خطاب بر پیکر او نماز گزارد.